# Luciu (okręg Buzău)
Luciu – wieś w Rumunii, w okręgu Buzău, w gminie Luciu. W 2011 roku liczyła 2004 mieszkańców.